# Egon Wellesz
Egon Wellesz, né à Vienne le 21 octobre 1885 et mort à Oxford le 8 novembre 1974, est un compositeur et musicologue britannique, d'origine autrichienne, spécialiste de l'opéra baroque, du chant byzantin et de la musique africaine.

## Biographie
Il étudie auprès d'Arnold Schönberg l'harmonie et le contrepoint, ainsi que la musicologie avec Guido Adler, mais doit s'exiler dès 1938, chassé par les Nazis. Naturalisé anglais, il finit ses jours à Oxford.

## Œuvre
Egon Wellesz laisse un vaste corpus de 120 opus et 20 œuvres sans opus (dont 9 symphonies et un concerto pour violon dédié au violoniste Eduard Melkus) qui commence progressivement à être redécouvert, comme celui de ses contemporains Alexandre Tansman et Ernst Křenek. Son langage musical, nourri de ses connaissances particulièrement vastes, n'est paradoxalement pas très audacieux : ce n'est qu'à partir de la fin des années 1950 qu'il abandonne pour de bon le langage tonal.
Les œuvres de Wellesz comme compositeur représentent un ensemble de 112 œuvres (120 ?) avec un numéro d'opus et quelque vingt œuvres sans numéro d'opus. Il a travaillé avec une vraie variété de moyens, écrivant de la musique pour la scène comme pour la salle de concert : œuvres pour orchestre, concertos, musique de chambre, œuvres pour le piano, lieder et chœurs.
Récemment, l'intérêt pour la musique de Wellesz a augmenté. Les enregistrements de ses neuf symphonies sont désormais disponibles. Sa 3e symphonie (1950-1951) a été publiée après sa mort. Elle a été exécutée pour la première fois à Vienne en 2000. Quelques-unes de ses symphonies ont des titres : la 2e (« L'anglaise »), la 4e (« Austriaca ») et la 7e (« Contra torrentum »).

### Musique de chambre
- Quatuor à cordes no 1, op. 14 (1912)
- Quatuor à cordes no 2, op. 20 (1915–16)
- Geistliches Lied, op. 23 (1918–19) pour singstimme, violon, alto et piano
- Quatuor à cordes no 3, op. 25 (1918)
- Quatuor à cordes no 4, op. 28 (1920)
- Sonate pour violoncelle seul, op. 31 (1920)
- Deux œuvres pour clarinette et piano, op. 34 (1922)
- Sonate pour violon seul, op. 36 (1923)
- Suite pour violon et orchestra de la chambre, op. 38 (1924)
- Sonnet by Elizabeth Barrett Browning pour soprano et quatuor à cordes ou grand ensemble des cordes, op. 52 (1934)
- Suite pour violoncelle seul, op. 39 (1924)
- Suite pour violon et piano, op. 56 (1937/1957)
- Suite pour flûte seul, op. 57 (1937)
- Quatuor à cordes no 5, op. 60 (1943)
- The Leaden Echo and the Golden Echo. Chant pour soprano, clarinette, violoncelle et piano, op. 61 (1944). Texte de Gerard Manley Hopkins
- Quatuor à cordes no 6, op. 64 (1946)
- Quatuor à cordes no 7, op. 66 (1948)
- Octette, op. 67 (1948–49) pour clarinette, basson, cor, deux violons, alto, violoncelle et contrebasse
- Sonate pour violon seul, op. 72 (1953/59)
- Suite, op. 73 (1954) pour flûte, hautbois, clarinette, cor et basson
- Suite pour clarinette seul, op. 74 (1954)
- Suite pour hautbois seul, op. 76 (1956)
- Suite pour basson seul, op. 77 (1957)
- Fanfare pour cor seul, op. 78 (1957)
- Quatuor à cordes no 8, op. 79 (1957)
- Quintette, op. 81 (1959) pour clarinette, 2 violons, viola et violoncelle
- Trio à cordes, op. 86 (1962)
- Rhapsodie pour alto seul, op. 87 (1962)
- Musique pour orchestra des cordes dans un mouvement, op. 91 (1964)
- Cinq miniatures pour violon et piano, op. 93 (1965)
- Partita en hommage à Johann Sebastian Bach, op. 96 (1965) pour orgue
- Quatuor à cordes no 9, op. 97 (1966)
- Quatre œuvres pour quatuor à cordes, op. 103 (1968)
- Quatre œuvres pour trio à cordes, op. 105 (1969, 2. Fassung 1971)
- Quatre œuvres pour quintette à cordes, op. 109 (1970)
- Prélude pour alto seul, op. 112 (1971)

### Orchestre
- Heldensang, op. 2 (1905), prologue symphonique pour grand orchestre
- Vorfrühling, op. 12 (1912), atmosphère symphonique pour grand orchestre
- Suite, op. 16 (1913), pour orchestre
- Mitte des Lebens, op. 45 (1931–32), cantate pour soprano, chœur et orchestre
- Concerto pour Piano, op. 49 (1931)
- Amor Timido, op. 50 (1933), aria pour Soprano et petit orchestre. Texte de Pietro Metastasio
- Prosperos Beschwörungen, op. 53 (1934–36), cinq pièces symphoniques d'après The Tempest de William Shakespeare
- Lied der Welt, op. 54 (1936–38), pour soprano et orchestre. Texte: Hugo von Hofmannsthal
- Leben, Traum und Tod, op. 55 (1936–37), pour alto et orchestre. Text: Hugo von Hofmannsthal
- Schönbüheler Messe en do majeur, op. 58 (1937), pour chœur, orchestre et orgue
- Symphonie no 1, op. 62 (1945)
- Symphonie no 2, op. 65 (1947–48), "The English"
- Symphonie no 3, op. 68 (1949–51)
- Symphonie no 4, op. 70 (1951–53), "Sinfonia Austriaca"
- Symphonie no 5, op. 75 (1955–56)
- Concerto pour violon, op. 84 (1961) en hommage au violoniste Eduard Melkus.
- Four Songs of Return, op. 85 (1961), pour soprano et orchestre de chambre, d'après des textes d'Elizabeth Mackenzie
- Duineser Elegie, op. 90 (1963) pour soprano, chœur et orchestre d'après Rainer Maria Rilke
- Ode an die Musik, op. 92 (1965) pour baryton ou alto et orchestre de chambre, Texte de Pindare, dans une adaptation libre par Friedrich Hölderlin
- Symphonie no 6, op. 95 (1965)
- Vision pour soprano et orchestre, op. 99 (1966). Texte de Georg Trakl
- Mirabile Mysterium, op. 101 (1967) pour soliste, chœur et orchestre
- Symphonie no 7, op. 102 (1967–68), « Contra torrentem »
- Canticum Sapientiae, op. 104 (1968) pour baryton, chœur et orchestre, d'après des textes de l'Ancien Testament
- Divertimento, op. 107 (1969), pour petit orchestre
- Epilogue symphonique, op. 108 (1969)
- Symphonie no 8, op. 110 (1970)
- Symphonie no 9, op. 111 (1970–1971)

### Chœurs
- Drei gemischte Chöre, op. 43 (1930), Texte d'Angelus Silesius
- Fünf kleine Männerchöre, op. 46 (1932) du Fränkischen Koran par Ludwig Derleth
- Drei geistliche Chöre, op. 47 (1932) pour chœur d'hommes sur les poèmes du Mitte des Lebens par Rudolf Alexander Schröder
- Zwei Gesänge, op. 48 (1932) sur les poèmes du Mitte des Lebens par Rudolf Alexander Schröder
- Quant'è bella Giovinezza, op. 59 (1937), pour chœur de femmes
- Carol, 62a (1944) pour chœur de femmes
- Proprium Missae, Laetare, op. 71 (1953) pour chœur et orgue
- Kleine Messe G-dur, op. 80a (1958) pour trois voix similaires a cappella
- Alleluia, op. 80b (1958) pour soprano ou ténor solo
- Laus Nocturna, op. 88 (1962)
- Missa brevis, op. 89 (1963) pour chœur mixte
- To Sleep, op. 94 (1965) pour chœur mixte
- Festliches Präludium, op. 100 (1966) sur un magnificat byzantin pour chœur et orgue

### Opéras et ballets
- Das Wunder der Diana, op. 18 (1914–1917, créé à Mannheim le 20 mars 1924), ballet d'après Béla Balázs
- Die Prinzessin Girnara, opéra op. 27 (1919–1920, créé à Hanovre le 15 mai 1921 ; version révisée à Mannheim, le 2 septembre 1928) , livret de Jakob Wassermann
- Persisches Ballett, op. 30 (1920, créé à Donaueschingen en 1924), ballet d'après Ellen Tels
- Achilles auf Skyros, op. 33 (1921, créé à Stuttgart le 4 mars 1926), ballet d'après Hugo von Hofmannsthal
- Alkestis, opéra op. 35 (1923, créé à Mannheim le 20 mars 1924), livret de Hugo von Hofmannsthal de Euripides
- Die Nächtlichen. Tanzsinfonien, op. 37 (1923, créé à Berlin le 20 novembre 1924), scène de ballet d'après Max Terpis
- Die Opferung des Gefangenen, op. 40 (1924–1925, créé à Cologne le 10 avril 1926), drame théâtral d'après Eduard Stucken
- Scherz, List und Rache, opéra op. 41 (1927, créé à Stuttgart le 1er mars 1928), livret d'après Johann Wolfgang von Goethe
- Die Bakchantinnen, Opéra en 2 actes op. 44 (1931, créé à Vienne le 20 juin 1931), livret du compositeur d'après Euripide
  - Hymne der Agave du Die Bakchantinnen, op. 44, édition concert par Wellesz
- Incognita, opéra op. 69 (1950, créé à Oxford, le 5 décembre 1951), livret d'Elizabeth MacKenzie et William Congreve

## Discographie
- Concerto pour piano ; Triptychon, op 98 ; Divertimento, op. 107 ; Drei Skizzen, op. 6 ; Eklogen, op. 11 – Karl-Andreas Kolly, piano ; Luzerner Sinfonieorchester, dir. Howard Griffiths (1999, Pan Classics 510104)
- Concerto pour violon ; Prosperos Beschwörungen, op. 53 – Andrea Duka Lowenstein, violon ; Orchestre Symphonique de la radio de Vienne, dir. Gerd Albrecht (1999, Orfeo C 478 981)
- Quatuors à cordes nos 3, 4 et 6 — Quatuor Artis Vienne (2008, Nimbus NI 5821)
- Symphonies nos 1 à 9 – Orchestre symphonique de la radio de Vienne, dir. Gottfried Rabl (2001-2009, CPO 777183-2) (OCLC 1183694624), (OCLC 717070217 et 553613183)
- 20th Century Portraits : The Dawn of Spring ; Sonnets from the Portuguese op. 52 ; Song of the World, op. 54 ; Life, dream and death op. 55 ; Ode to Music, op. 92 ; Vision, op. 99 ; Symphonic Epilogue, op. 108 – Deutsches Symphonie-Orchester Berlin, dir. Roger Epple (2004, Capriccio 67 077)